# Клаудіо Рімбальдо
Клаудіо Рімбальдо (італ. Claudio Rimbaldo, 13 листопада 1932, Пула — 9 січня 2022) — італійський футболіст, що грав на позиції півзахисника, зокрема за «Торіно» та «Фіорентину».
Володар Кубка володарів кубків УЄФА.

## Ігрова кар'єра
У дорослому футболі дебютував 1951 року виступами за команду «Торіно», в якій провів шість сезонів, взявши участь у 73 матчах чемпіонату. 
Протягом 1957—1959 років захищав кольори клубу «Трієстина», після чого перейшов до «Фіорентини». Відіграв за «фіалок» наступні чотири сезони своєї ігрової кар'єри. 1961 року став у їх складі володарем Кубка Італії і Кубка володарів кубків УЄФА.
Завершував ігрову кар'єру у друголіговому «Наполі», за який провів 9 ігор у сезоні 1963/64 років.

## Кар'єра тренера
У 1970-х роках двічі очолював тренерський штаб нижчолігової команди «Альянезе».

## Титули і досягнення
- Володар Кубка Італії (1):

«Фіорентина»: 1960-1961
- Володар Кубка Кубків УЄФА (1):

«Фіорентина»: 1960-1961